# Piece of My Soul
Piece of My Soul – pierwszy anglojęzyczny album Garou wydany w Kanadzie 6 maja 2008, a w Europie 12 maja.
Album nagrywany był w Szwecji pod okiem producenta Peera Astroma, który wcześniej pracował z gwiazdami takimi jak Madonna czy Jennifer Lopez. Na pierwszy singiel wybrano żywiołowy utwór „Stand Up” napisany i skomponowany przez Roba Thomasa, wokalistę grupy Matchbox i Carlosa Santany. Światowa premiera utworu odbyła się 10 marca 2008, w Polsce w stacji radiowej RMF FM. Pierwszy album, na którym Garou jest autorem piosenki. Tekst do utworu „All the Way” napisał sam Garou, muzykę skomponował Kevin Hughes. 
Obok Peera Astroma i Roba Thomasa z artystą współpracowało wielu autorów i kompozytorów światowych przebojów. Tandem Lundin-Carsslon, autorzy piosenki „Back for More” wcześniej pisali dla Céline Dion i amerykańskiej grupy Backstreet Boys.
Don Mescall, który współpracował z Leann Rimes i Ronanem Keatingiem skomponował dla Garou trzy utwory. Artysta współpracował też z dwoma artystkami Judy Tzuke (Morcheeba) i brytyjską piosenkarką Lucie Silvas, które napisały piosenkę „You and I”, a Guy Chambers, autor największych przebojów Robbiego Williamsa skomponował piosenkę „First Day of My Life”
Na albumie znajdują się dwa covery: „Burning” (wykonywała go szwedzka grupa Cue) i wspomniany utwór „First Day of My Life” śpiewany przez Melanie C). 
Wideoklipy „Stand Up” i „Heaven’s Table” nakręcono na kalifornijskiej pustyni. Reżyserem jest Raphael Mazzucco.
W Polsce album uzyskał certyfikat złotej płyty.
W ramach promocji albumu Garou dwukrotnie pojawił się w Polsce. W maju był gościem programów telewizyjnych, a jesienią podpisywał płyty w warszawskim Empiku.

## Lista utworów
| #   | Tytuł                     | Autor tekstu              | Kompozytor                     | Czas |
| --- | ------------------------- | ------------------------- | ------------------------------ | ---- |
| 1.  | „Stand Up”                | Rob Thomas                | Rob Thomas                     |      |
| 2.  | „Accidental”              | Anders Wollbeck           | W.Hector, M.Lindblom           |      |
| 3.  | „Burning”                 | Anders Melander           | Anders Melander                |      |
| 4.  | „Heaven’s Table”          | Martin Sutton             | Don Mescall                    |      |
| 5.  | „All the Way”             | Garou                     | Kevin Hughes, A.Vargas, C.Falk |      |
| 6.  | „Take a Piece of My Soul” | Anders Barren             | Aldo Nova                      |      |
| 7.  | „What’s Time in NYC”      | Ronan Hardiman            | Don Mescall                    |      |
| 8.  | „You and I”               | Judie Tzuke, Lucie Silvas | G.Kearns, Ch.Russell           |      |
| 9.  | „First Day of My Life”    | Guy Chambers              | Enrique Iglesias               |      |
| 10. | „Nothing Else Matters”    | Dimitri Ehrlich           | Andy Marvel                    |      |
| 11. | „Back for More”           | Kristian Lundin           | Andreas Carlsson               |      |
| 12. | „Beautiful Regret”        | Martin Sutton             | Don Mescall                    |      |
| 13. | „Coming Home”             | Peer Astrom               | Aldo Nova                      |      |